# Cronopio
Los cronopios son personajes de una serie de cuentos del libro Historias de Cronopios y de Famas (1963) del escritor argentino Julio Cortázar. «Un cronopio es un dibujo fuera del margen, un poema sin rimas», en palabras de autor. Junto con los famas y las esperanzas, integran el universo de este libro.

## Descripción
Cortázar utilizó por primera vez la palabra cronopio en un artículo publicado en Buenos Aires Literaria en 1952, comentando un concierto dado por Louis Armstrong en noviembre de ese año en el Théâtre des Champs-Élysées de París. El artículo se titulaba Louis, enormísimo cronopio. Cortázar explicó después en varias entrevistas cómo el nombre cronopio se le había ocurrido por primera vez poco antes en el mismo teatro, como resultado de una visión fantástica de pequeños globos verdes flotando alrededor en el semivacío teatro. Dejó en claro también que la palabra "cronopio" no tiene relación con el concepto del tiempo (prefijo: crono-), sino que meramente la concibió en el acto.
En sus relatos, Cortázar evita dar una descripción física precisa de los cronopios. Solo se refiere tangencialmente a ellos como "objetos verdes y húmedos". Los relatos proporcionan claves acerca de la personalidad, los hábitos y las inclinaciones artísticas de los cronopios. En general, los cronopios se presentan como criaturas ingenuas, idealistas, desordenadas, sensibles y poco convencionales, en claro contraste con los famas, que son rígidos, organizados y sentenciosos; y las esperanzas: simples, indolentes, «bobas», ignorantes y aburridas.
Sobre la apariencia de los cronopios, Cristina Peri Rossi, gran amiga del escritor, relata que alguna vez Julio recibió, de parte de un grupo de exiliados chilenos, un muñeco hecho a mano, con cabeza de rana, cuerpo de perro y de color verde. Tras recibir el regalo, Cortázar hizo una observación acerca del color, a él nunca se le habría ocurrido que los cronopios eran verdes[cita requerida]. 
La mayor parte de las referencias a cronopios en la obra de Cortázar se encuentra en las 20 historias que forman la última sección de su libro Historias de Cronopios y de Famas. Algunos críticos literarios han buscado en este libro significados metafísicos ocultos, o una taxonomía universal de los seres humanos. El propio autor se refirió a estos relatos como una especie de juego y aseguró que le había producido un gran placer escribirlos. 
El término "cronopio" terminó por convertirse en una especie de tratamiento honorífico, aplicado por Cortázar (y otros) a amigos, como en la dedicatoria de la traducción inglesa de 62: Modelo para armar, donde se dice: "Esta novela y su traducción están dedicadas al cronopio Paul Blackburn..."

### Impacto
Cortázar fue llamado en ocasiones Grandísimo Cronopio Mayor por sus admiradores y la denominación inspiró a muchos autores y artistas que bautizaron así a sus grupos musicales o teatrales. Las alusiones a los cronopios son múltiples, en obras artísticas plásticas, así como en álbumes, canciones, coreografías, obras dramáticas y poemas dedicados o inspirados en los cronopios.
Cabe mencionar especialmente la denominación de un extinto género de mamíferos, encontrado en el sitio fosilífero de La Buitrera, descrito en 2011 por Rougier, Apesteguía y  Gaetano y cuya especie tipo es el Cronopio dentiacutus.
En 1970 se editó en Argentina la revista "Cronopios", dedicada al público juvenil, con notas sobre la música, el arte y la "cultura joven" en general. Fue contemporánea y antecesora de publicaciones como Pinap, La bella Gente, Pelo y otras.
Desde 2013 opera en Barcelona, España un bar llamado "Cronopios", reconocido por sus eventos culturales como sesiones de micrófono abierto, monólogos, charlas sobre materias diversas, etc.